# Maria Königin des Friedens (Laibarös)

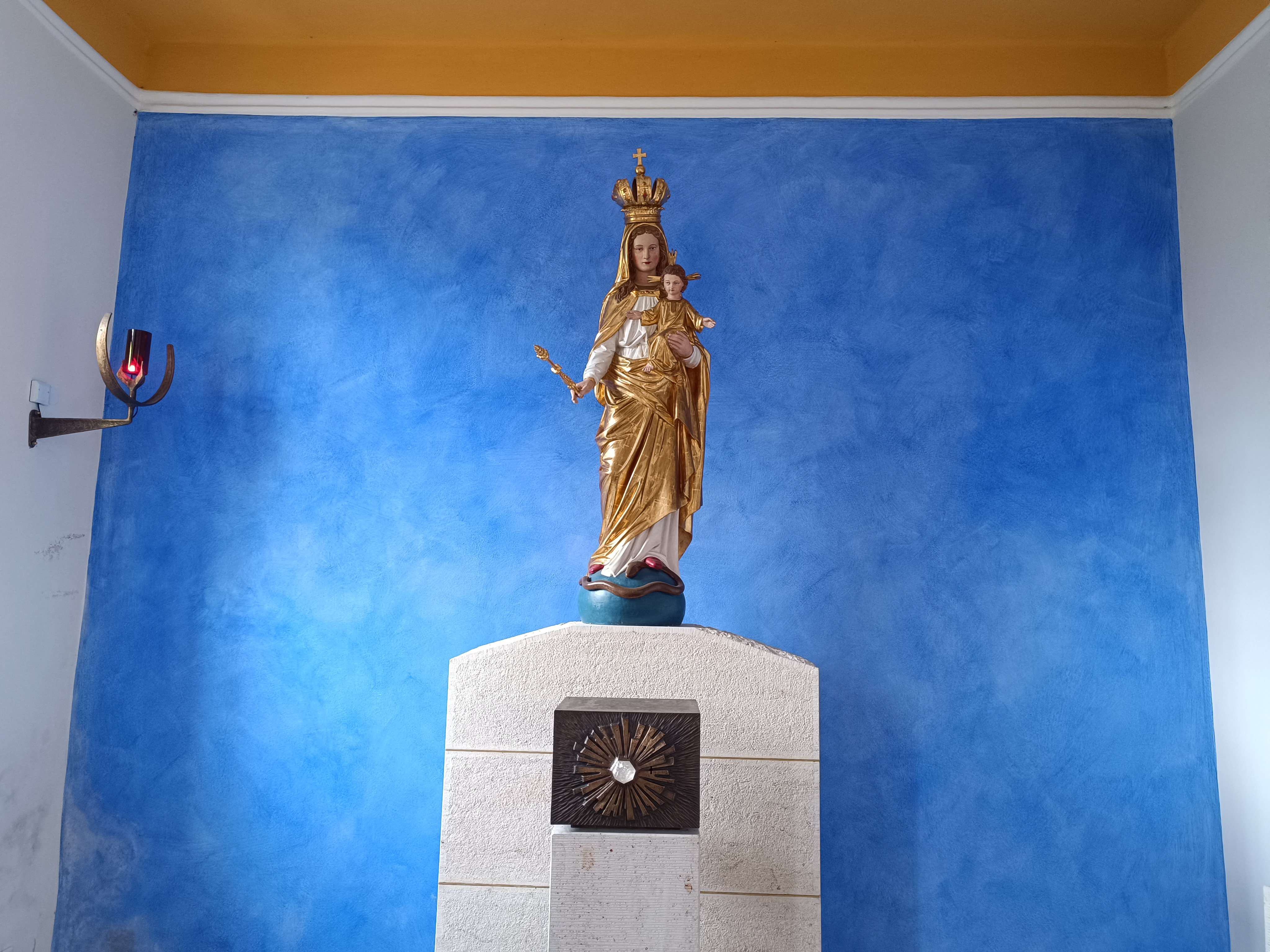
Altarraum

Die Kapelle Maria Königin des Friedens im oberfränkischen Dorf Laibarös (Landkreis Bamberg) ist eine Filialkirche der katholischen Pfarrgemeinde Königsfeld in Oberfranken.

## Patrozinium
Schutzpatronin der Kapelle ist die Gottesmutter Maria in ihrer Funktion als Königin des Friedens (lateinisch: Sancta Maria Regina Pacis). Sie ist dargestellt mit dem Christuskind in der Linken, einer Krone auf dem Haupt und der Schlange unter ihren Füßen.
Das Patrozinium wurde bei der Einweihung im Jahr 1949 in Gedenken an den nur wenige Jahre zuvor beendeten Zweiten Weltkrieg gewählt.
 Kirchweih ist am ersten Wochenende nach dem 1. Mai (Fest der Patrona Bavariae).

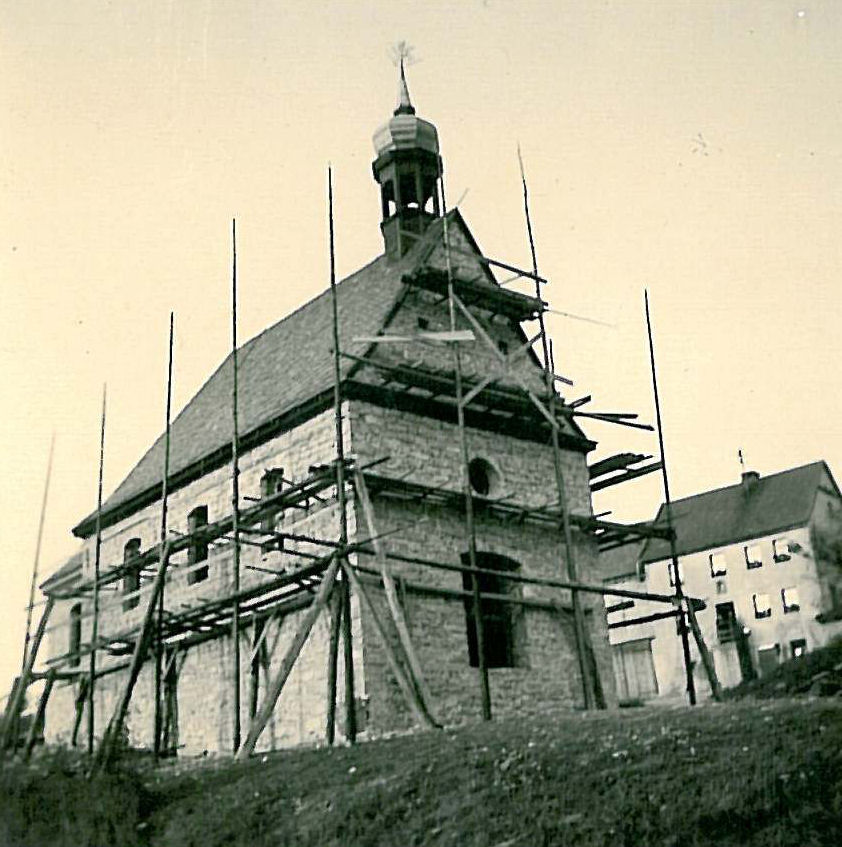
Kapelle im Bau, 1948
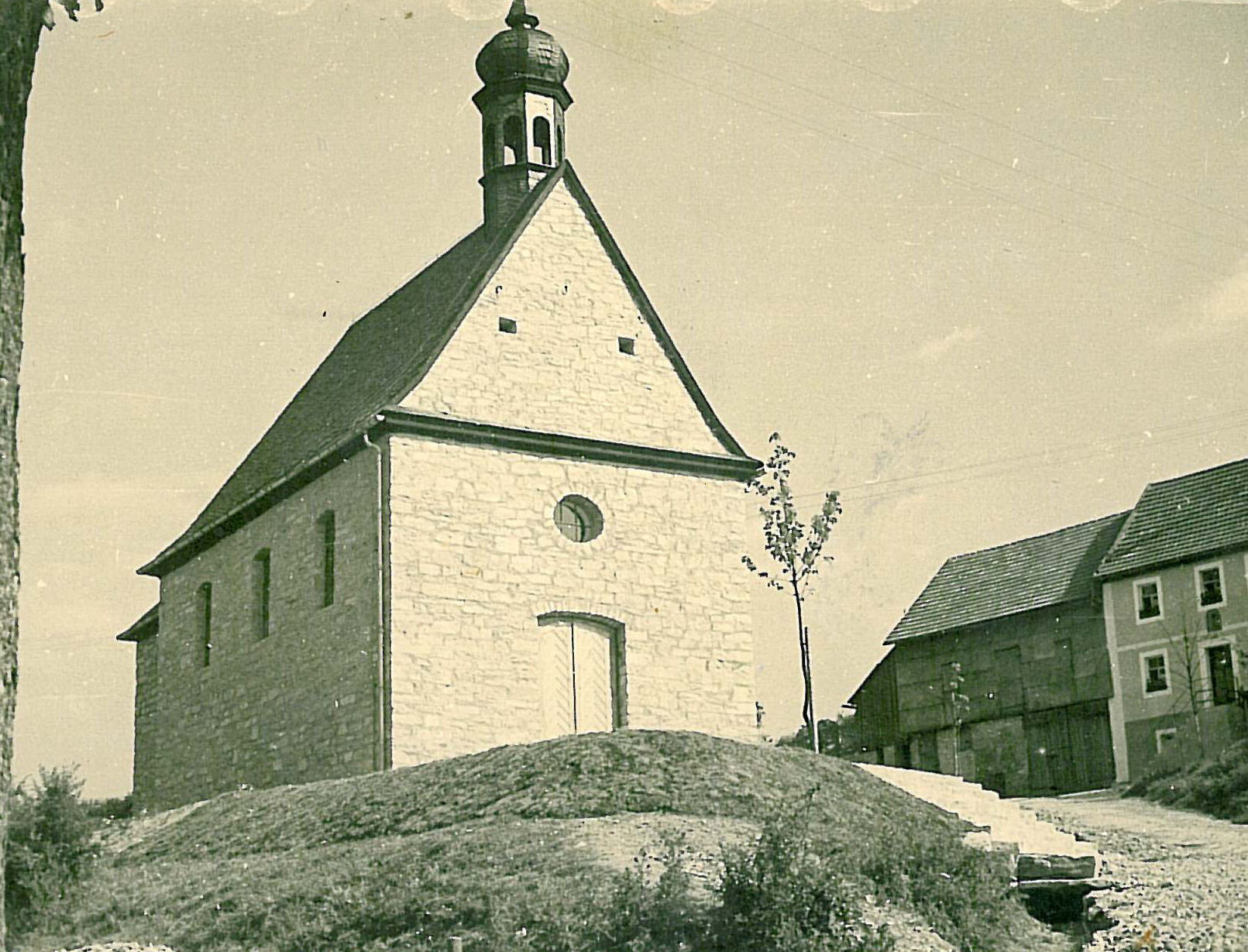
Kapelle nach der Fertigstellung, 1949
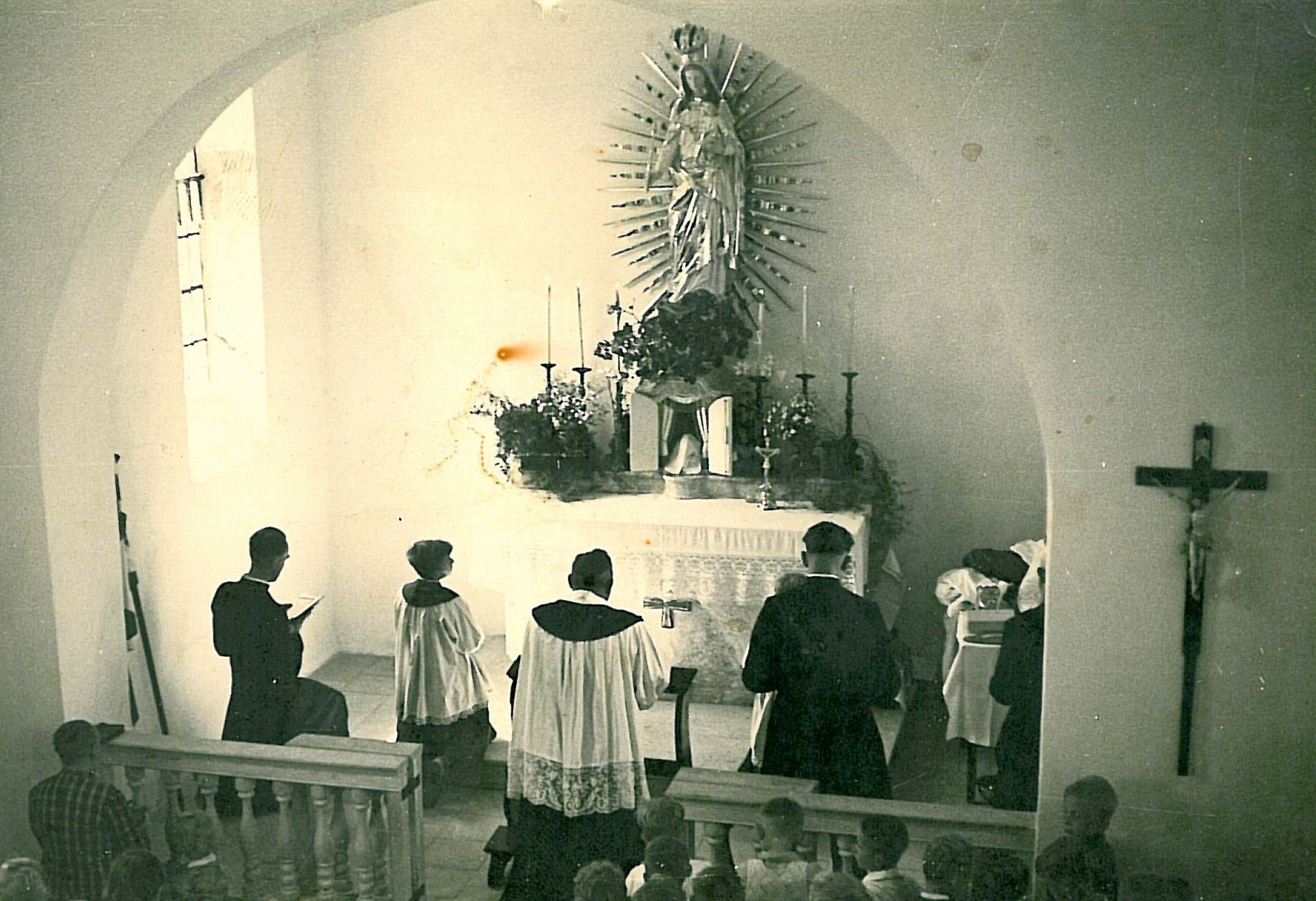
Einweihung 1949
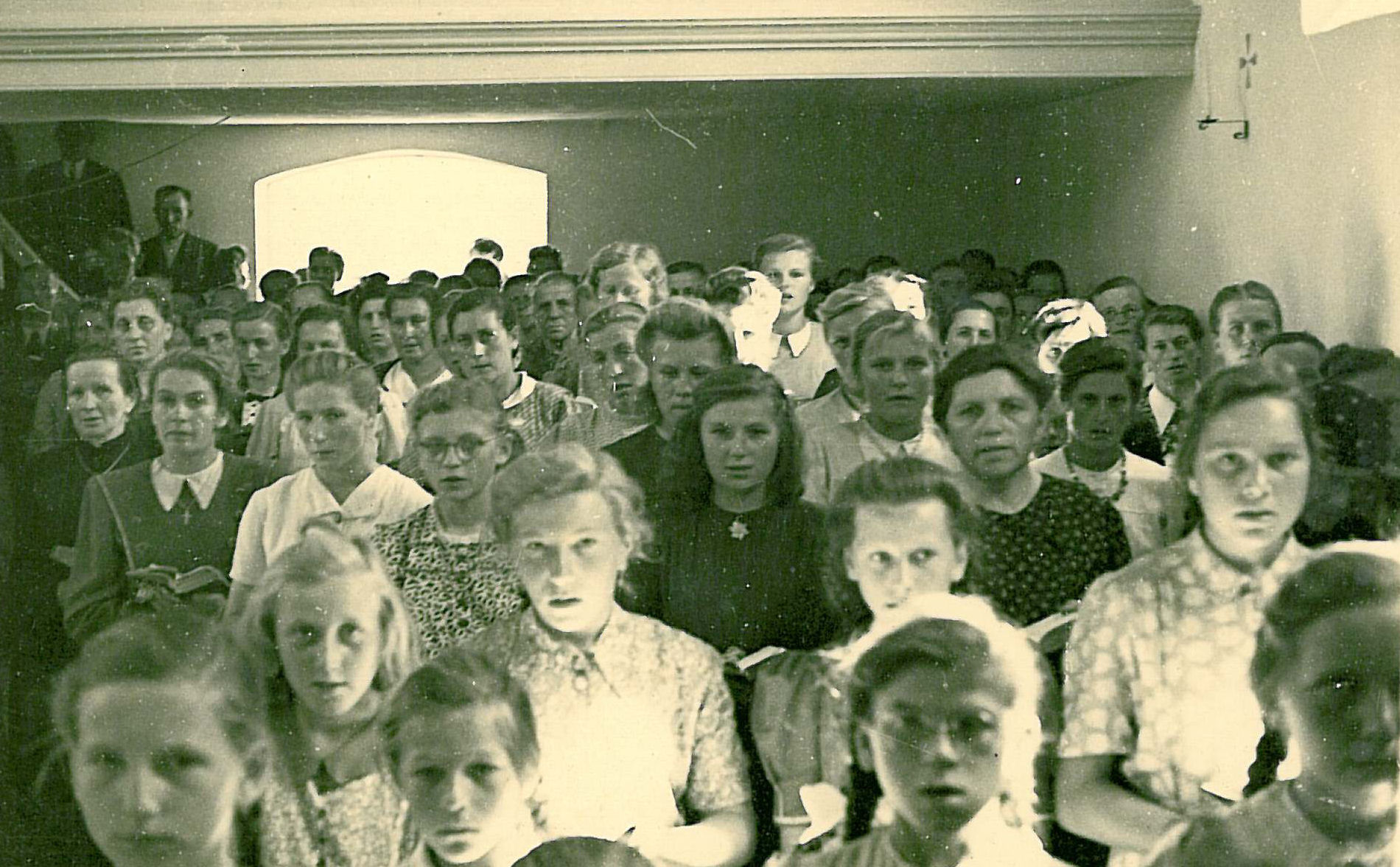
Einweihung 1949

## Maße
Das Schiff der Kapelle hat eine Größe von elfeinhalb auf sieben Metern. Der First ist zehn Meter hoch. Der Altarraum ist durch einen 4 Meter breiten und 3,75 Meter hohen Rundbogen vom Gemeinderaum abgetrennt. Das Kirchenschiff ist 5,20 Meter hoch.
- Kirchenschiff: 11,50 mal 7 Meter
- First: 10 Meter
- Altarraum: 4 Meter breiter und 3,75 Meter hoher Rundbogen

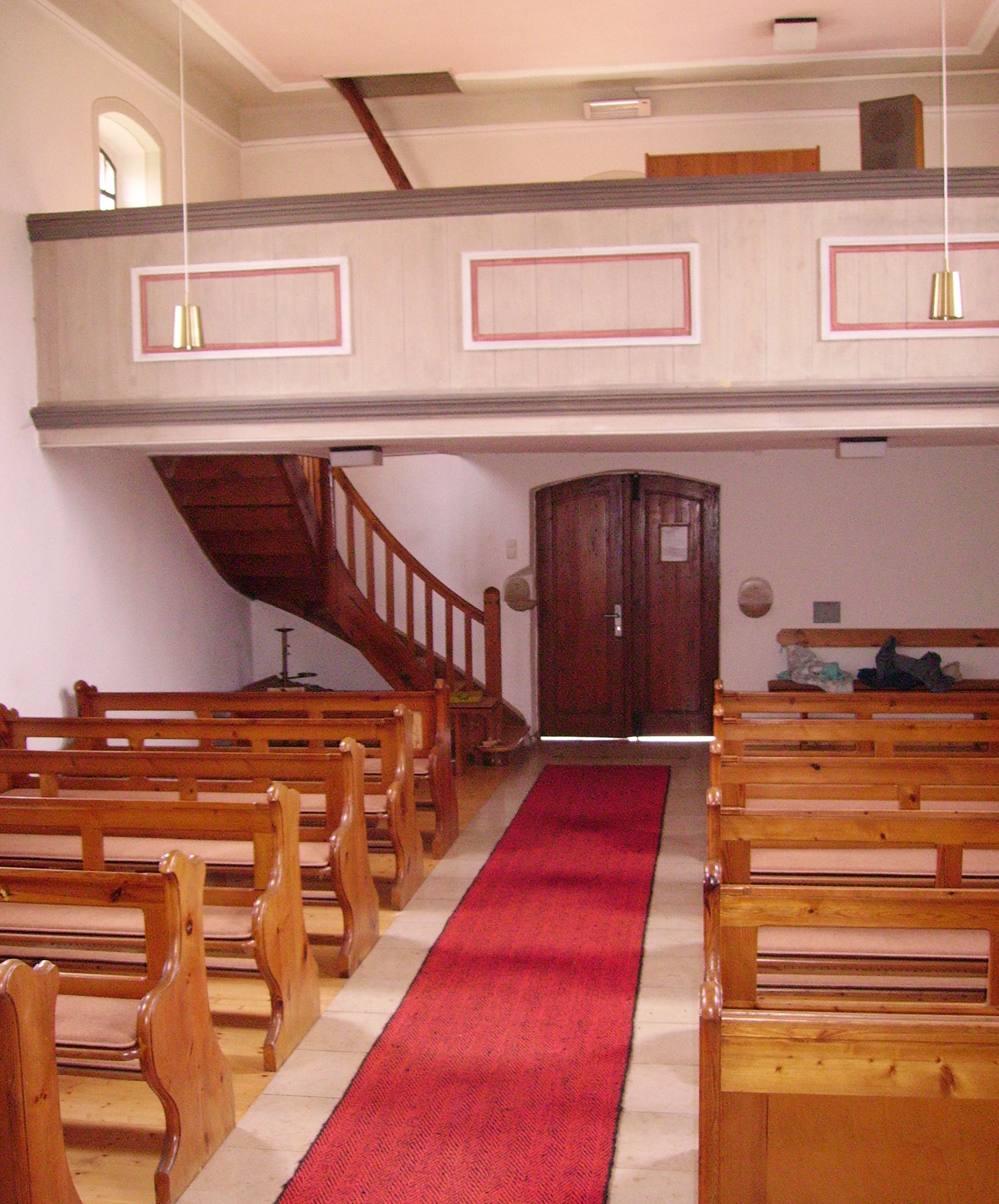
Kirchenbänke
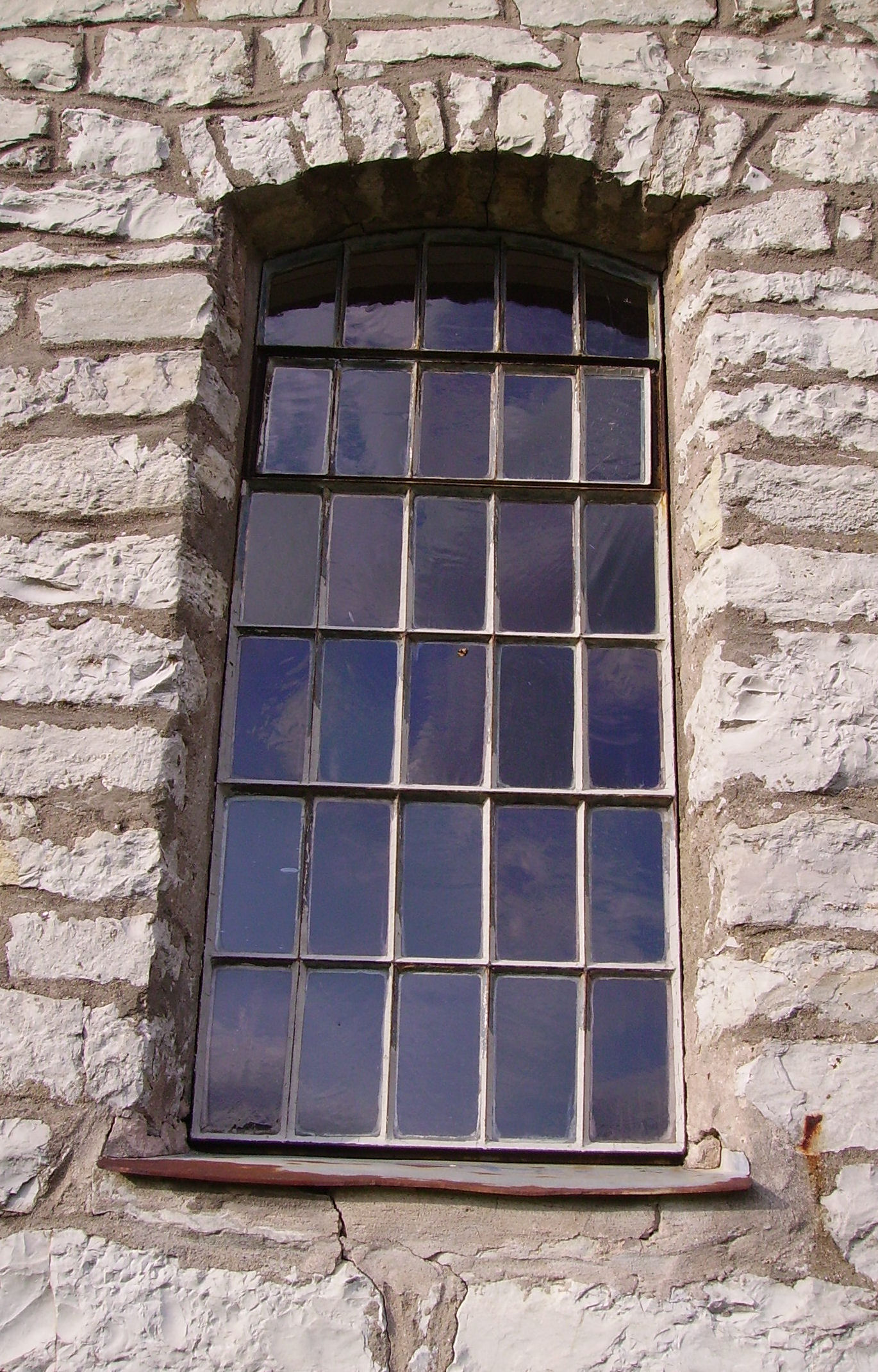
Kirchenfenster mit Bruchstein-Mauerwerk
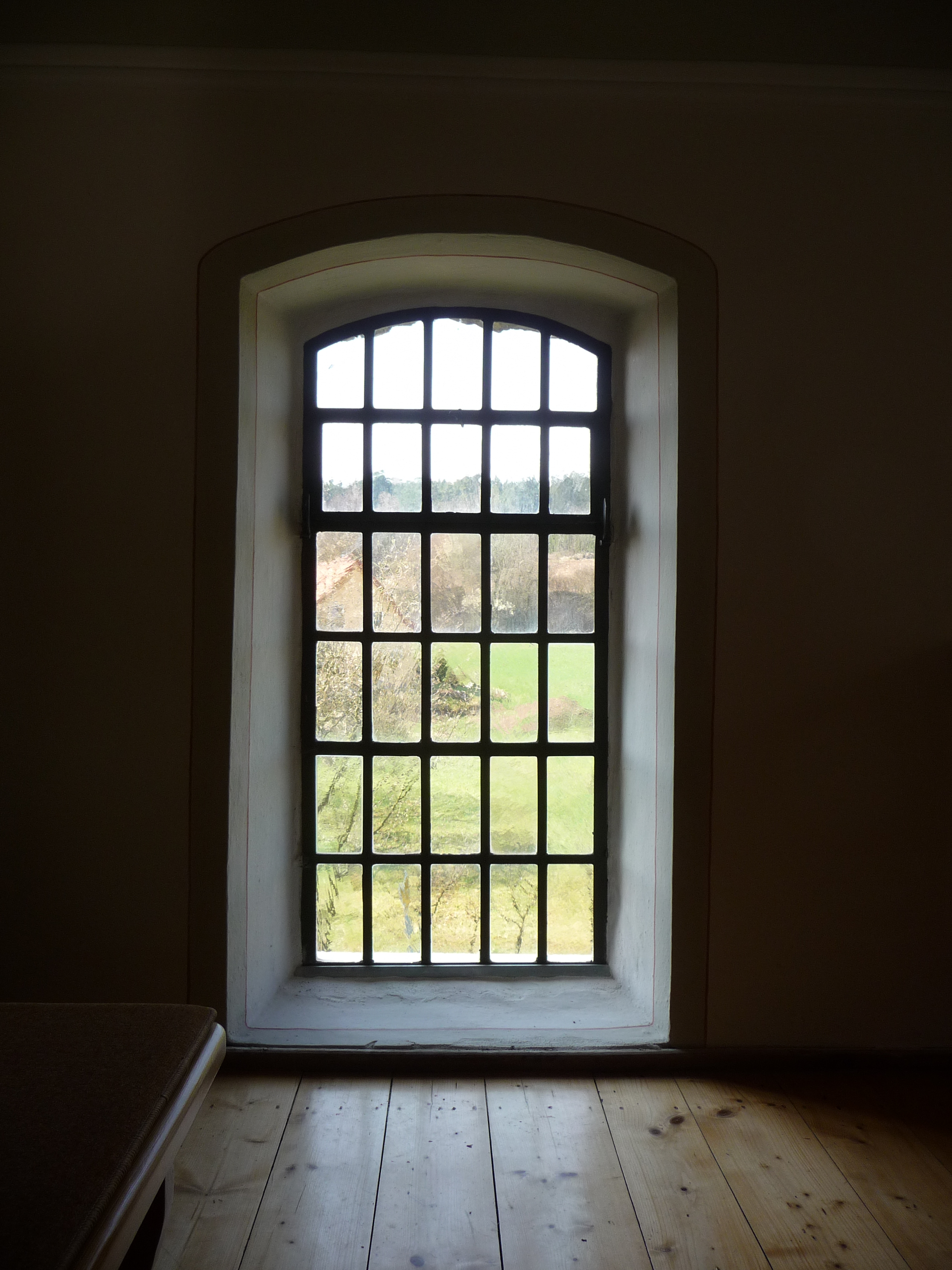
Kirchenfenster von innen
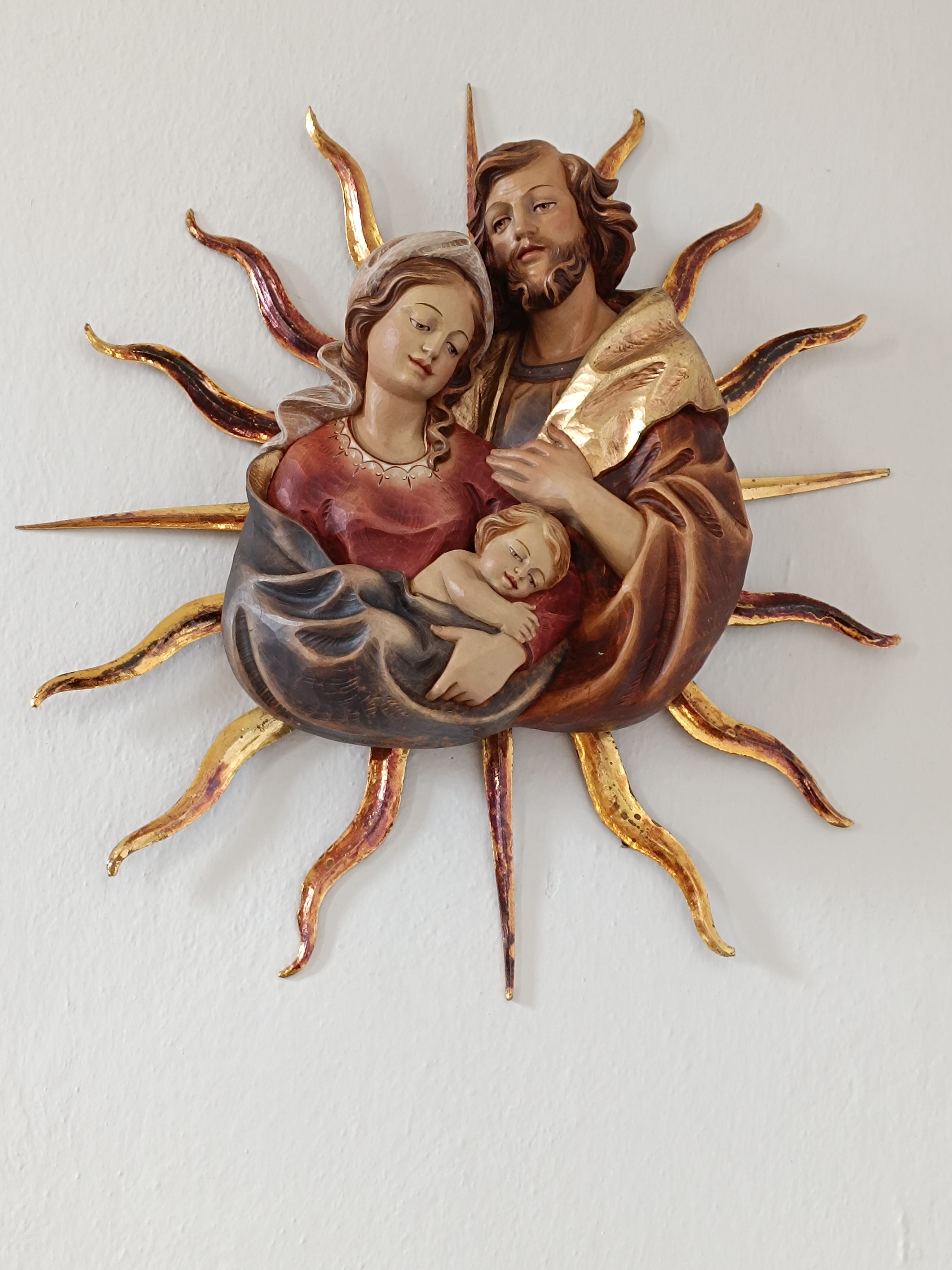
Darstellung der Heiligen Familie

## Geschichte
Der Bau der Kapelle wurde von einem Kriegsheimkehrer, dessen Vater Maurermeister war, als Dank für seine Heimkehr aus der Kriegsgefangenschaft im Jahr 1947 begonnen. Standort war eine alte Linde, an der sich ein hölzernes Kruzifix befand.
Am 1. März 1948 bat der Königsfelder Pfarrer Durmann das Erzbischöfliche Ordinariat in Bamberg um die Genehmigung des Kapellenbaus:
„Die Heimkehrer in Laibarös wollen zum Dank für ihre Heimkehr eine Kirche bauen. Die Gemeinde ist damit einverstanden u. will das Vorhaben durchführen.
Laibarös hat 170 Einwohner u. z. Zt. 20 Flüchtlinge. Es gehört zur Filialgemeinde Hohenpölz, wohin auch die Kinder zur Schule gehen. Der Weg geht einen hohen Berg hinauf ½ Stunde. Im Winter u. bei schlechtem Wetter kamen daher die Leute sehr wenig zur Nachmittagandacht meist nur zur hl. Messe. Eine Andacht wurde im Orte unter freiem Himmel bei einem Kreuz abgehalten. Ebenso Maiandacht u. Rosenkranz.
Alte Leute konnten, da alle stehen müßen, dabei nicht teilnehmen, geschweige den Weg nach Hohenpölz machen.
 Um nun diesen Zuständen abzuhelfen will die Gemeinde eine Kirche bauen.“
Das Erzbischöfliche Ordinariat antwortete, man könne erst dann die Genehmigung erteilen, wenn die Frage des Bauherrn geklärt sei. Als Bauherr sollte am besten die Katholische Kirchenstiftung Königsfeld auftreten, nicht jedoch die „politische Gemeinde Laibarös“.
Am 12. Mai 1948 wurde der Plan beim Landratsamt Ebermannstadt eingereicht und am 17. Juli 1948 genehmigt. Die Grundsteinlegung fand am 12. August 1948, das Richtfest am 26. September des gleichen Jahres statt.
Das Bauwerk wurde aus unverputztem Bruchstein-Mauerwerk errichtet. Backsteine wurden nur sehr sparsam für den Chorbogen und die Fensterlaibungen verwendet. Das Dach wurde mit Schiefer eingedeckt und ein sechs Meter hoher Dachreiter mit Laterne für das Geläute aufgesetzt.
Am 6. Juli 1949 erteilte das Erzbischöfliche Generalvikariat Bamberg Pfarrer Durmann die Vollmacht zur feierlichen Einweihung der Kapelle mit dem Vermerk, dass an Werktagen die heilige Messe in der Kapelle gefeiert werden darf.

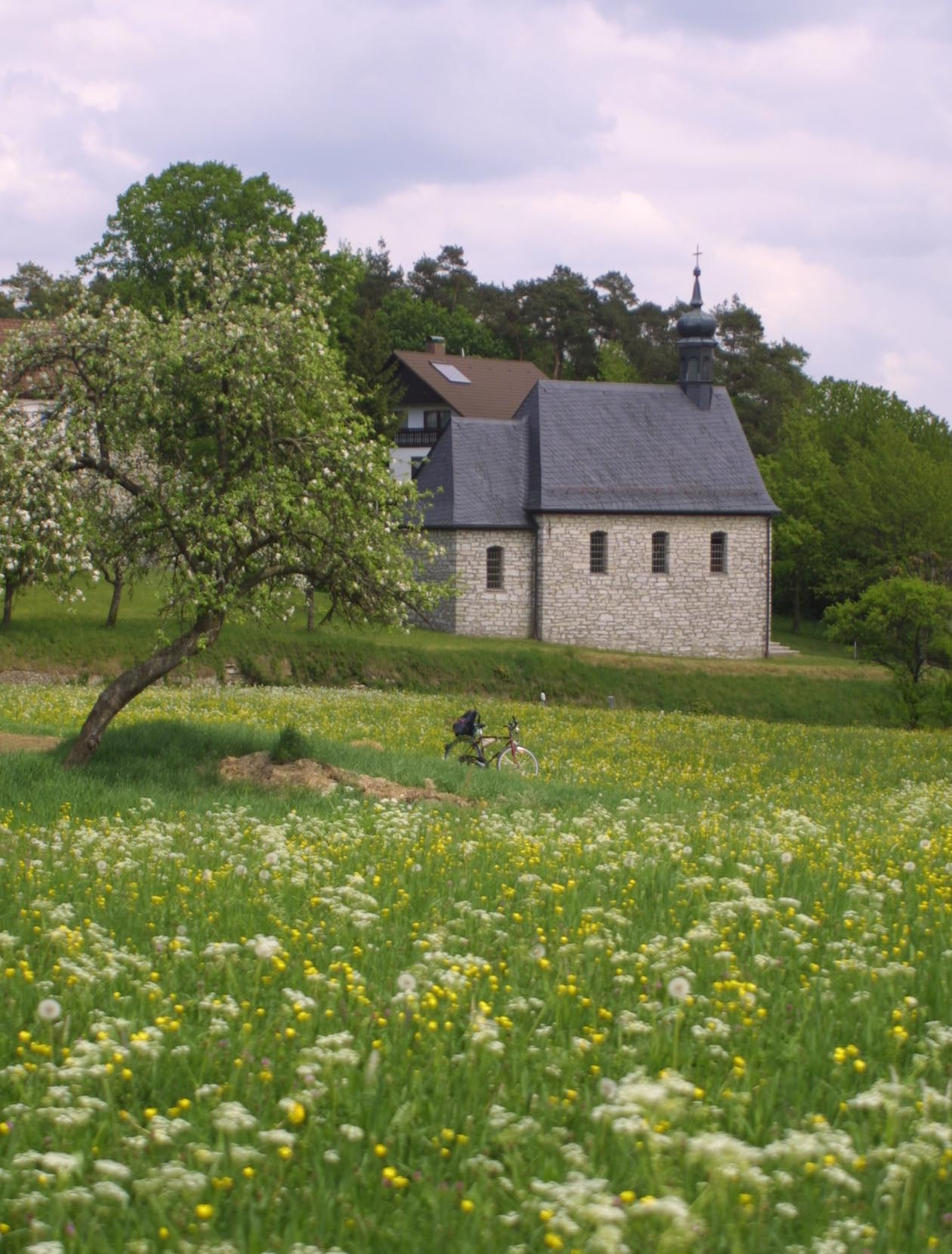
Außenansicht
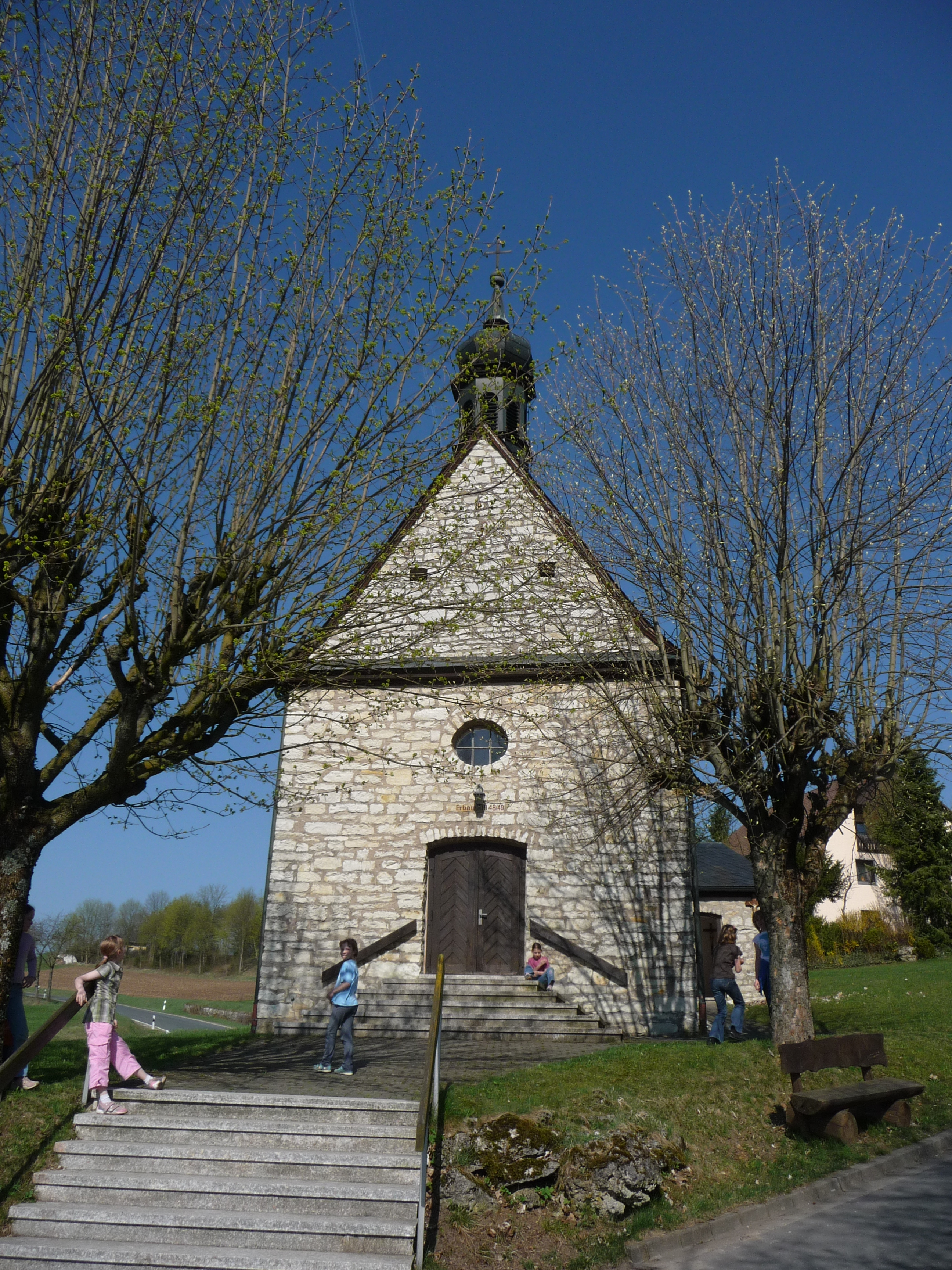
Außenansicht
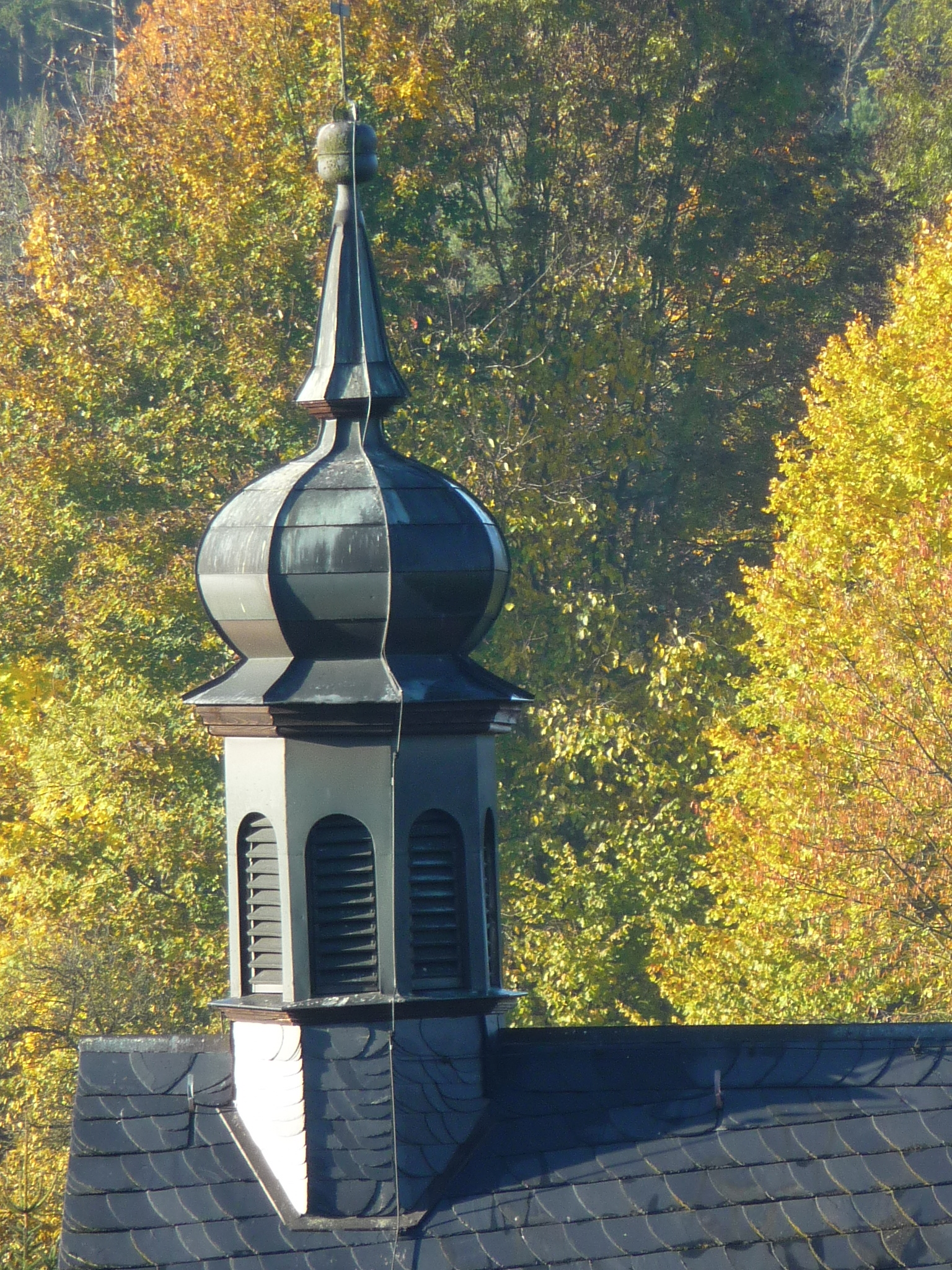
Laterne
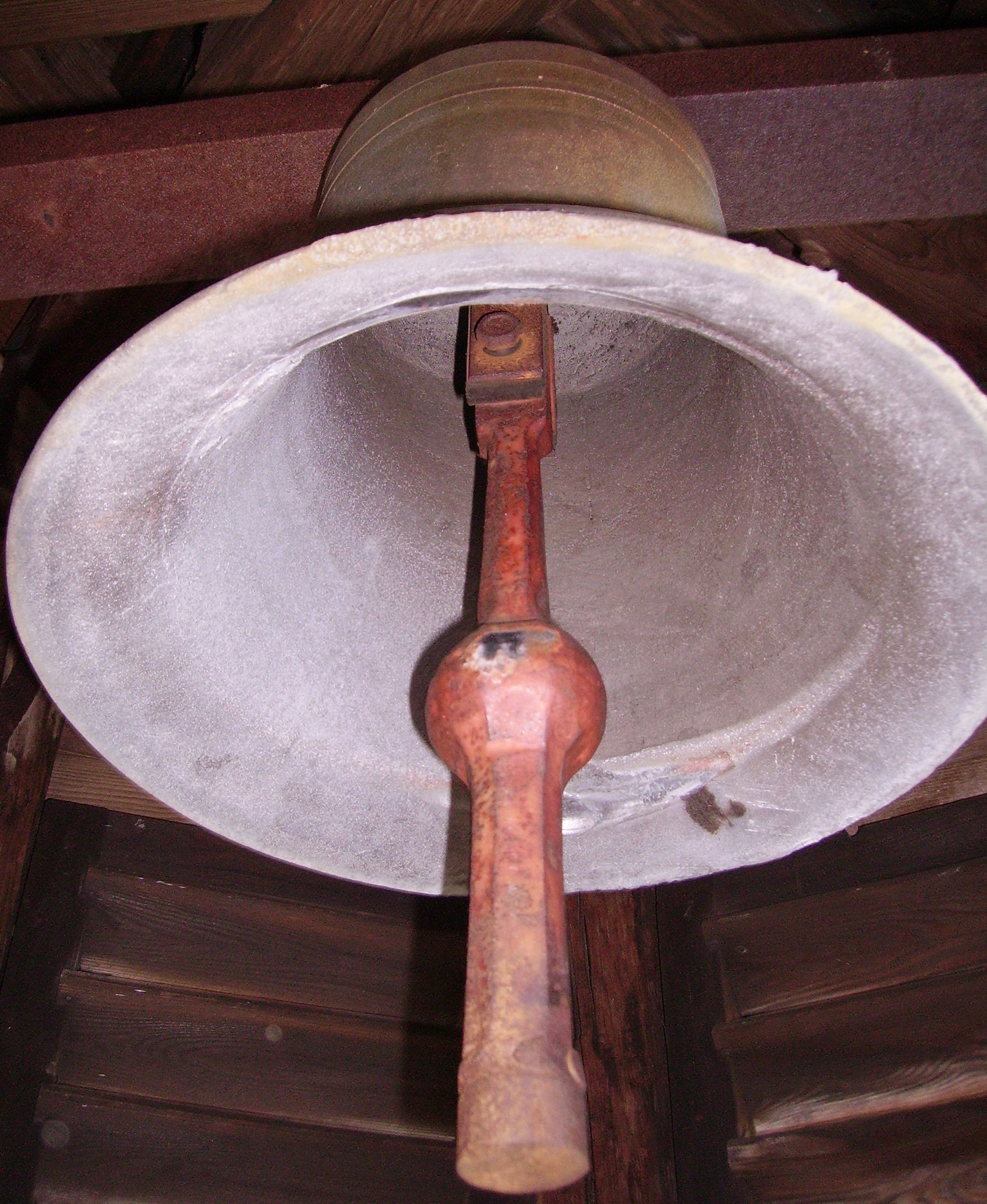
Glocke

Zur Finanzierung der Glocken wurde im Mai 1949 ein Teil des Heiligenholzes in Hohenpölz gefällt. Da die Bäume in Saft standen, ließ sich die Rinde zur Gewinnung von Gerbstoffen verkaufen. Der Erlös wurde Laibarös zur Verfügung gestellt. Davon wurde das so genannte Rindenglöcklein angeschafft, auf der eine Madonna dargestellt ist. Die lateinische Inschrift lautet: „REGINA PACIS ORA PRO NOBIS“ (Königin des Friedens, bitte für uns!). Die Glocke wurde 1950 in der Hohenpölzer Kirche geweiht, bevor sie im Glockenstuhl ihren Platz fand.